# Aldomarinoïta
L'aldomarinoïta és un mineral de la classe dels fosfats que pertany al supergrup de la brackebuschita. Rep el nom en honor d'Aldo Marino (n. 1942), col·leccionista de minerals i membre fundador de l'Associació Italiana de Micromineralogia.

## Característiques
L'aldomarinoïta és un arsenat de fórmula química Sr₂Mn3+(AsO₄)₂(OH). Va ser aprovada com a espècie vàlida per l'Associació Mineralògica Internacional l'any 2021, sent publicada l'any 2022. Cristal·litza en el sistema monoclínic.
L'exemplar que va servir per a determinar l'espècie, el que es coneix com a material tipus, es troba conservat al Museo de mineralogia, gemmologia, petrologia i depositologia del departament de Ciències de la Terra "Ardito Desio", a la Universitat de Milà, amb el número de catàleg: mcmgpg-h2021-001.

## Formació i jaciments
Va ser descoberta a Itàlia, concretament a la mina Valletta, a la localitat de Vallone della Valletta, dins de Chanuelhas (Província de Cuneo, Piemont). Aquesta mina italiana és l'únic indret de tot el planeta on ha estat descrita aquesta espècie mineral. Erròniament, el butlletí CNMNC 63 de l'IMA indica erròniament la localitat tipus com la mina Grand Central, al l'estat de Cochise (Arizona, Estats Units d'Amèrica) però mai ha estat trobada allà.